# Arnie Lawrence
Arnie Lawrence, (Brooklyn, 1938. július 10. – Jeruzsálem, 2005. április 22.) amerikai szaxofonos, zenepedagógus, zeneszerző.

## Pályafutása
Lawrence fiatal korában klarinétozni tanult, mielőtt szaxofonra váltott volna. Tizenkétéves korától a Catskill Mountains klubjaiban játszott, tizenhétévesen a Birdlandben lépett fel.
John Coltrane-nel, Charles Mingusszal, Thad Jonesszal, Maynard Fergusonnal, Clark Terryvel és Duke Pearsonnal dolgozott, de csak 1966-ban készítette első felvételeit Chico Hamilton „The Dealer” című művében. Több évig dolgozott Hamiltonnal, majd 1967 és 1972 között a The Tonight Show szólistája volt. Első lemezei 1968-tól jelentek meg.

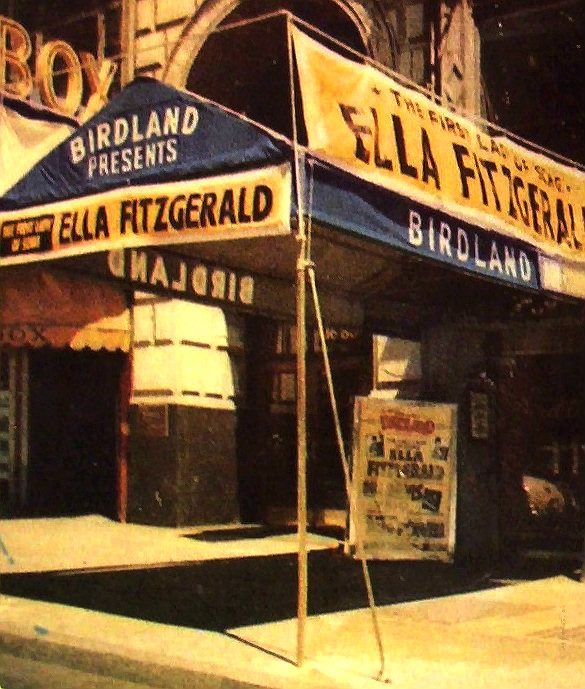
A New York-i Birdland klub egy levelezőlapon

Az 1970-es évek elején Willie Bobo-val játszott, majd 1974-ben csatlakozott a Blood, Sweat & Tears-hez. 1978–79-ben Liza Minnellivel világkörüli turnéra indult. Közben saját neve alatt kiadott néhány  lemezt, aztán Louie Bellsonnal turnézott az 1980-as évek elején.
„Red, White and Blues” címmel szimfóniát is komponált, amelyet a virginiai Williamsburgban mutattak be − többek között Dizzy Gillespie és Julius Hemphill közreműködésével.
Lawrence az 1970-es évek közepétől tanított (New School for Jazz and Contemporary Music in New York City). Diákjai között volt Roy Hargrove, Brad Mehldau, Larry Goldings, John Popper, Peter Bernstein, Spike Wilner.
Lawrence 1997-ben Izraelbe költözött, ahol megalapította az International Center for Creative Music-ot − egy olyan oktatási intézményt, amely zsidó és arab diákok számára egyaránt nyitva áll.
Élete végén tüdő- és májrákban szenvedett. 2005-ben halt meg Jeruzsálemben.

## Albumok
- You're Gonna Hear from Me (1968)
- Look Toward a Dream with Larry Coryell (1969)
- Inside an Hourglass (1970)
- Might Just Turn Out To Be Sages & Children Of All Ages (1976)
- Treasure Island (1979)
- Renewal (1981)

### Chico Hamiltonnal
- The Dealer (1966)
- El Exigente: The Demanding One (1970)
- Peregrinations (1975)